# Maritimt Overvågningscenter Nord
Maritimt Overvågningscenter Nord (MOCN) er det ene af de to danske maritime overvågningscentre. Centeret er fysisk placeret ved Pikkerbakken i Frederikshavn. På det militære område der huser centeret ligger også Bangsbo Fort der er åbent for offentligheden. MOCN var tidligere benævnt Kattegats Marinedistrikt (KGM) og var en niveau III myndighed. KGM flyttede ind i det nuværende bunkersystem i 1986 og blev nedlagt 31. december 2010. I stedet for distriktet oprettede man MOCN, der er underlagt Søværnets Overvågningsenhed (SOE) som en niveau IV myndighed. 
MOCN's ansvarsområde dækker de danske farvande ud fra hele vestkysten, rundt om Skagen ned til Kronborg ved Øresund, spidsen af Langeland og Als. De resterende danske farvande er dækket af Maritimt overvågningscenter Syd. 
MOCN har ansvaret for at alle skibe i det ovennævnte havområde til enhver tid er identificeret, således at man i SOK, når man kombinerer billedet fra begge overvågningscentre vil få et komplet billede af det danske farvand. Desuden deltager centret i søredninger indenfor centrets ansvarsområde, samt øvelser i dansk farvand. Når udenlandske orlogsskibe passerer gennem dansk farvand bliver de holdt under observation, således at de ikke foretager sig andet end den tilladte uskadelige passage. 
Til at udføre disse opgaver har centeret kontinuerligt et antal patruljefartøjer fra Søværnet og Marinehjemmeværnet, bemandede og fjernbetjente udkigsstationer samt kystradarstationer til sin rådighed.
I forsvarsforliget 2013-2017 blev det besluttet at nedlægge de to overvågningscentre og samle alle overvågningsaktiviteterne i SOK's bunker i Århus.
Men i 2016 blev Maritimt Overvågningscenter Syd nedlagt og de to centre blev samlet i Maritimt Overvågningscenter i Frederikshavn 